# Drzewiak naziemny
Drzewiak naziemny (Dendrolagus mbaiso) – gatunek ssaka z podrodziny kangurów (Macropodinae) w obrębie rodziny kangurowatych (Macropodidae).

## Taksonomia
Gatunek po raz pierwszy naukowo opisali w 1995 roku międzynarodowy zespół teriologów: Amerykanin Tim Flannery, Indonezyjczyk Bapak Boeadi oraz Australijka Alexandra L. Szalay nadając mu nazwę Dendrolagus mbaiso. Miejsce typowe to południowe stoki Mount Ki (04°05′S 137°06′E/-4,083333 137,100000), na wysokości 3250–3500 m n.p.m., Tembagapur, Papua, w Indonezja. Holotyp to skóra, szkielet pozaczaszkowy i czaszka dorosłej samicy (sygnatura AM M.30751) z kolekcji Muzeum Australijskiego; okaz typowy zebrany 24 maja 1994 roku przez Flannery’ego i Szalay. Flannery i Szalay zebrali również kilka paratypów: skóra i część szkieletu dorosłego samca (sygnatura AM M.30719) zebrane 23 maja 1994 roku na wysokości 3200 m n.p.m. w tym samym miejscu co holotyp; skóra, czaszka i część szkieletu dorosłej samicy (sygnatura AM M.30749) zebrane 11 czerwca 1994 roku na około 4200 m n.p.m. na obszarze Milik, w regionie Kwiyawagi (4°S 138°E/-4,000000 138,000000), w prowincji Papua, w Indonezji; skóra, czaszka i część szkieletu dorosłej samicy (sygnatura AM M.30754) zebrane 23 maja 1994 roku na wysokości 3200 m n.p.m. w tym samym miejscu co holotyp.
Analizy oparte na danych genetycznych umiejscawiają D. mbaiso jako takson siostrzany w stosunku do kladu dorianus. 
Autorzy Illustrated Checklist of the Mammals of the World uznają ten gatunek za monotypowy.

### Etymologia
- Dendrolagus: gr. δενδρον dendron ‘drzewo’; λαγως lagōs ‘zając’[9].
- mbaiso: nazwa mbaiso oznaczająca w języku ludu Moni ‘zakazane zwierzę’[1].

## Zasięg występowania
Drzewiak naziemny jest endemitem Nowej Gwinei (Sudirman), występuje jedynie w górach Tembagapura i Kwiyawagi, w prowincji Papua.

## Morfologia
Długość ciała (bez ogona) 66–67 cm, długość ogona 41,5–52 cm; masa ciała 5,4–8,6 kg. Gęsta, gruba sierść jest czarna z białymi znaczeniami. Na czole znajduje się biała plamka, pysk jest obramowany na biało, szyja i brzuch są również białe. Wzór ubarwienia zmienia się, gdy zwierzę osiąga dojrzałość. 

## Ekologia

### Środowisko życia
Żyje w omszałych lasach wysoko w górach, gdzie temperatura w nocy zwykle spada poniżej zera. Występuje na wysokości od 2700 do 3500 m n.p.m., a według innych źródeł do 4200 m n.p.m..

### Tryb życia
W odróżnieniu od innych gatunków drzewiaków, spędza większość czasu na ziemi. Żywi się głównie liśćmi.

## Status zagrożenia
W Czerwonej księdze gatunków zagrożonych Międzynarodowej Unii Ochrony Przyrody i Jej Zasobów został zaliczony do kategorii EN (ang. endangered ‘zagrożony’). Niektóre tubylcze społeczności uważają drzewiaka naziemnego za świętego, dlatego polowanie na niego jest w tych rejonach zabronione, dlatego w niektórych częściach jego zasięgu uważa się go za niezwykle oswojonego.